# 메건 헤펀
메건 헤펀(Meghan Heffern, 1983년 10월 3일 ~ )은 캐나다의 배우이다.

## 출연 작품
- 시리얼라이즈드 (2016)
- 특파원 (2016)
- 어 썬데이 카인드 오브 러브 (2015)
- 왓 이프 (2013)
- 올드 스톡 (2012)
- 선데이즈 앳 티파니 (2010)
- 더 쉬라인 (2010)
- 아론 스톤 (2009)
- 클로이 (2009)
- 아메리칸 파이 6 - 베타 하우스 (2007)
- 플라이트 93 (2006)
- 살충제 (2005)
- 더 포그 (2005)